# Орвилл
«О́рвилл» (англ. The Orville) — американский фантастический телесериал Сета Макфарлейна, представляющий собой пародию на «Звёздный путь». События разворачиваются в XXV веке, когда капитан Эд Мерсер получает своё первое назначение на корабль «Орвилл» с экипажем на борту и начинает выполнять поручения руководства «Планетарного Союза».
Премьера сериала состоялась на телеканале Fox 10 сентября 2017 года, её посмотрело 13 миллионов зрителей. 2 ноября 2017 телеканал Fox продлил сериал на второй сезон. Съёмки второго сезона начались в феврале 2018. Премьера 2 сезона состоялась 30 декабря 2018, во втором сезоне было 14 серий. Сериал продлён на третий сезон.
20 июля 2019 года стало известно, что третий сезон переехал на стриминговый сервис Hulu. Премьера 3 сезона состоялась 2 июня 2022 года.

## Сюжет
Эд Мерсер возвращается домой и застаёт свою жену с голубокожим пришельцем в постели, после чего сразу уходит и подаёт на развод. Через год он получает назначение на корабль среднего класса «Орвилл». В пилоты берёт отстранённого от полётов друга. Знакомится с командой и отправляется со своей первой миссией на исследовательскую станцию. К его удивлению, в старпомы он получает свою бывшую жену. Впрочем, она вписывается в коллектив и помогает в трудную минуту.

## В ролях

### В главных ролях
- Сет Макфарлейн — капитан Эд Мерсер. Мерсер был преуспевающим офицером, который полагал, что к 40 годам уже будет командовать своим собственным кораблём. Однако за год до присвоения ему звания пилота он застал жену в постели с пришельцем. Из-за этого он сдал свои позиции, считая себя слабым. После того, как было сообщено, что из-за размера флота и выхода на пенсию бывшего капитана Орвилл, корабль нуждался в новом командире, Мерсер был выбран ему на замену[14].
- Эдрианн Палики — старпом Келли Грейсон. Первый помощник капитана и бывшая жена Мерсера. Они развелись, когда Мерсер поймал Келли в постели с инопланетянином. Без ведома капитана Мерсера Келли лично отправилась к адмиралу Хэлси, чтобы он направил в команду её бывшего мужа, заявив, что, несмотря на некоторые личные неудачи, он заслужил свою собственную команду. Они решают отложить свои разногласия, работать вместе как команда и оставаться друзьями[14].
- Пенни Джонсон — доктор Клэр Финн. Имеет опыт в молекулярной хирургии, генной инженерии и психиатрии, который мог бы предоставить ей привилегию выбирать, служить на тяжёлом крейсере или нет. Вместо этого она выбрала разведывательное судно среднего уровня.
- Скотт Граймс — лейтенант Гордон Маллой, рулевой на корабле «Орвилл». Считается лучшим рулевым во флоте. Он был отправлен на дежурную службу после попытки произвести впечатление на девушку, в результате которой он сдвинул дверь грузового отсека во время неустойчивой челночной стыковки, потеряв груз в процессе. Он был специально запрошен Мерсером, несмотря на некоторое сомнение адмирала Хэлси[14].
- Питер Макон — капитан-лейтенант Бортус, второй помощник на корабле. Бортус принадлежит расе Моклан, у которых есть всего один биологический пол. Бортус и его партнёр Клайден становятся родителями, когда Бортус высиживает яйцо.
- Хелстон Сейдж — офицер Алара Китан, начальник службы безопасности. Она из расы кселеянов, которые обитают на планете с высокой гравитацией, из-за чего её сила многократно превосходит человеческую. Покидает корабль во втором сезоне.
- Дж. Ли — лейтенант Джон Ламарр, навигатор на корабле «Орвилл». Позже возглавляет инженерный отдел, получив звание лейтенанта-коммандера.
- Марк Джексон — офицер Айзек, член искусственной, небиологической расы из Кайлона-1, которая рассматривает все биологические формы жизни как низшие. Взаимодействуя с экипажем он пытается изучить некоторые аспекты человеческого поведения, такие как юмор, сарказм и сленг.
- Джессика Зор — лейтенант Талла Кеяли, новый начальник службы безопасности. Как и Алара, Талла родом с Кселеи. Присоединяется к экипажу после ухода Алары.
- Энн Уинтерс — энсин Чарли Бёрк, второй рулевой корабля. Она заменяет Джона Ламарра после его повышения до главного инженера. С недоверием относится к Айзеку, потому что ее лучшая подруга Аманда, которую она любила, была убита во время нападения Кайлона на Землю. Героически погибает в третьем сезоне.

### Второстепенный состав
- Чад Коулмэн — Клайден, муж и помощник Бортуса.
- Норм Макдональд (голос) — Яфет, желатиновая форма жизни, член экипажа.
- Ларри Джо Кэмпбелл — бортинженер Стив Ньютон.
- Рэйчел Макфарлейн — голос компьютера корабля «Орвилл».
- Би Джей Таннер — Маркус Финн, старший сын доктора Клэр Финн.
- Кай Венер —Тай Финн, младший сын доктора Клэр Финн.

### Приглашённые актёры
- Виктор Гарбер — адмирал Хэлси, начальник Мерсера и старый друг отца Грейсон.
- Брайан Джордж — доктор Аронов, лидер научной станции Episilon II.
- Рон Кэнада — адмирал Такер, который приказал лейтенанту Аларе покинуть захваченных капитана Мерсера и Келли Грейсон.
- Джонатан Адамс — арбитр Моклана.
- Холланд Тейлор — Джинни Мерсер, мать капитана Мерсера.
- Джеффри Тэмбор — Бен Мерсер, отец капитана Мерсера.
- Михаэлла Макманус — Телея / лейтенант Джанел Тайлер, представительница планеты Крилл. Работала учительницей на криллском эсминце «Якар». Стала преследовать Эда Мерсера после того, как он уничтожил ее корабль.
- Рина Оуэн — Хевина, мокланская женщина, скрывавшаяся много лет от властей Моклана.
- Роберт Неппер — Хамелак.
- Лиам Нисон — Яхавус Дорал, капитан Биокорабля (1 сезон, 4-я серия, 37 минута).
- Шарлиз Терон — Приа Лавеску.
- Келли Ху — адмирал Одзава, которая посылает Мерсера и Маллоя внедриться в стан криллов на захваченном челноке. Командует тяжёлым крейсером «Олимпия».
- Брайан Томпсон — гуманоид в 8-й серии, который похищает доктора Клэр Финн после крушения шаттла.
- Роб Лоу — Дарулио, ретепсианский археолог, с которым Эд застаёт Келли в первой серии. Возвращается в 9-й серии, чтобы помочь разрешить конфликт.
- Крис Джонсон —  Кассиус, учитель на борту «Орвилла», у которого были отношения с Келли Грейсон во 2-м сезоне.
- Тед Дэнсон — адмирал Перри, запрещающий Мерсеру вмешиваться в культуру планеты Регор-2.
- Роберт Пикардо — Ильдис Китан, отец Алары и преуспевающий кселеянский учёный.
- Молли Хейган — Дренала Китан, мать Алары.
- Джон Биллингсли — Камбис Боррин, кселеянец, желающий отомстить отцу Алары за своего сына.
- Тим Расс — учёный, который передал команде «Орвила» капсулу времени.
- Брюс Бокслейтнер — Алькузан, президент Союза.

## Список эпизодов
| Сезон | Серии | Серии | Даты показа     | Даты показа     | Даты показа |
| Сезон | Серии | Серии | Первая серия    | Последняя серия | Канал       |
| ----- | ----- | ----- | --------------- | --------------- | ----------- |
| 1     | 12    | 12    | 19 октября 2017 | 7 декабря 2017  | Fox         |
| 2     | 14    | 14    | 30 декабря 2018 | 24 апреля 2019  | Fox         |
| 3     | 10    | 10    | 2 июня 2022     | 4 августа 2022  | Hulu        |

## Производство
Прежде чем начать съёмки, Макфарлейн написал сценарий для 7-8 эпизодов шоу, пытаясь балансировать между комедией и драмой. К созданию этого шоу его подтолкнула любовь к научной фантастике в особенности к франшизе Джина Родденберри «Звёздный путь».